# Lennon, Finistère

Lennon este o comună în departamentul Finistère, Franța. În 1 ianuarie 2022 avea o populație de 801 de locuitori.